# She Is a Song
She Is a Song es el segundo y último álbum de estudio en solitario del cantautor Rick Roberts. Fue publicado en noviembre de 1973 a través de A&M Records. Producido por Chris Hillman, She Is a Song se grabó en los estudios Rocky Mountain Recorders, en Boulder, Colorado, mientras que las mezclas se llevaron a cabo en los estudios Hollywood
Sound Recorders, en Los Ángeles, California.

## Relanzamientos
She Is a Song fue publicado por primera vez en CD a través de Universal Records el 29 de agosto de 2001 en Japón. El 5 de julio de 2010, BGO Records reeditó el álbum en CD junto con su álbum debut Windmills.

## Recepción de la crítica
Un escritor no especificado de la revista Cash Box declaró: “Rick debería sonreír mucho estos días mientras escucha su nuevo LP de A&M, que es uno de los placeres del año. Producido por el ex-Byrd Chris Hillman, el álbum presenta actuaciones individuales de Joe Walsh en la hermosa [canción] roquera «Sweet Maria» y Rusty Young, quien toca el dobro en «Glad to Be Goin'». Rick siempre ha sido un maestro de la balada country y muestra admirablemente su virtuosismo en «The Captain», «She Made Me Lose My Blues», «Lights» y «Four Days Gone» demuestran la consumada habilidad vocal del artista, que distingue toda la colección. Este es uno de los mejores LPs del año". Un escritor no especificado de la revista Billboard declaró: “El ex Burrito Brother presenta un potente conjunto de melodías dulces y con sabor acústico como «Four Days Gone»”. Un escritor no especificado de la revista Record World declaró: “El último álbum de Roberts es una deliciosa mezcla del tipo de country rock que perfeccionaron los Burritos y una sensibilidad musical más moderna. Con la producción de Chris Hillman y la interpretación de Hillman, Rusty Young, Joe Walsh y Paul Harris, la maravillosa voz de Roberts crea un álbum de lo más satisfactorio”.

## Lista de canciones
Todas las canciones escritas y compuestas por Rick Roberts, excepto donde esta anotado. 
| Lado uno |                                   |          |  |
| N.º      | Título                            | Duración |  |
| 1.       | «Westwind»                        | 3:39     |  |
| 2.       | «She Is a Song»                   | 3:23     |  |
| 3.       | «Lights»                          | 3:31     |  |
| 4.       | «Four Days Gone» (Stephen Stills) | 4:13     |  |
| 5.       | «Company»                         | 3:39     |  |

| Lado dos |                                           |          |  |
| N.º      | Título                                    | Duración |  |
| 1.       | «Sweet Maria»                             | 3:18     |  |
| 2.       | «The Captain»                             | 5:04     |  |
| 3.       | «She Made Me Lose My Blues» (Paul Siebel) | 2:16     |  |
| 4.       | «Old Songs»                               | 4:10     |  |
| 5.       | «Glad to Be Goin'»                        | 3:50     |  |

## Créditos y personal
Créditos adaptados desde las notas de álbum de She Is a Song.
Músicos
- Rick Roberts – voces, guitarra
- Paul Harris – piano, órgano, sintetizador ARP
- George Grantham – batería, coros (7)
- Al Perkins – guitarra de acero con pedal, guitarra líder (3)
- Kenny Passarelli –  bajo eléctrico
- Joe Lala – congas, percusión
- Joe Walsh – slide guitar (6), programación
- Chris Hillman – bajo eléctrico (4, 10), coros (7)
- Joe Vitale – batería (1, 6), flauta (2)
- Rusty Young – dobro (10)
- Steve Fromholz – bajo eléctrico, voces (3, 7)

Personal técnico
- Chris Hillman – productor
- Bruce Hensal – ingeniero de audio
- Thom Caccetta – ingeniero de audio
- Rick Pekkonen – mezclas
- Roland Young – director artístico
- Brian Hagiwara – diseño de portada, fotografía de portada
- Kenneth McGowan – diseño de portada, fotografía de portada
- Bob Jenkins – fotografía de contraportada